# غارابيت باليان
غارابيت باليان أو غارابيت أميرة باليان (بالتركية: Garabet Amira Balyan) هو مهندس معماري عثماني من مواليد إسطنبول، وأحد أفراد عائلة باليان وهي عائلة معمارية عثمانية شهيرة من أصل أرمني. 

## التاريخ
هو أحد المهندسين المعماريين المختارين من السلطان العثماني عبد المجيد الدين الأول، توفي في إسطنبول سنة 1866، خلفه في الهندسة المعمارية أبناؤه الأربعة، نيجوس باليان، وسركيس باليان، وهاغوب، وسيمون.
ساهم في أعمال معمارية منها:
- جامع أورطة كوي

- جامع طولمة باغجة

- قصر كوجوكسو

- قصر جراغان
- قصر بكلربكي